# 1644 au théâtre
| Années du théâtre : 1641 - 1642 - 1643 - 1644 - 1645 - 1646 - 1647    |
| Décennies du théâtre : 1610 - 1620 - 1630 - 1640 - 1650 - 1660 - 1670 |

## Événements
- 1er janvier : L'Illustre Théâtre de Molière ouvre au Jeu de paume des métayers à Paris[1].
- 15 janvier : incendie du théâtre du Marais, à Paris[1].
- 28 juin : Jean-Baptiste Poquelin signe pour la première fois du nom de scène qu'il s'est choisi : Molière.
- Le théâtre du Globe à Londres, fermé comme tous les autres théâtres par les puritains en 1642, est démoli pour faire place à des logements.

## Pièces de théâtre publiées
- Scévole, tragédie de Pierre Du Ryer
- Bélisaire, tragédie de Jean de Rotrou.
- La Mort de Pompée, Rodogune, tragédie de Pierre Corneille.
- Le Menteur, comédie de Pierre Corneille, Paris, Antoine de Sommaville et Augustin Courbé Lire sur Gallica.

## Pièces de théâtre représentées
- janvier : La Mort de Sénèque, tragédie de Tristan L'Hermite, Paris, Jeu de paume des métayers, par la troupe de l'Illustre Théâtre.
- 18 octobre : De hooveerdigheydt [L'orgueil], une des pièces de Willem Ogier de sa série Les Sept Péchés capitaux, est représentée à la chambre de rhétorique De Violieren à Anvers.
- Le Menteur, comédie de Pierre Corneille, Paris, Théâtre du Marais.
- La Folie du sage, tragi-comédie de Tristan L'Hermite, Paris, Hôtel de Bourgogne.

## Naissances
- Date précise non connue :
  - Jacques Pradon (dit parfois Nicolas Pradon), dramaturge français, mort le 14 janvier 1698.

## Décès
- 10 novembre : Luis Vélez de Guevara, auteur dramatique et romancier espagnol, né en 1579.
- Date précise non connue : 
  - Ling Mengchu, écrivain et éditeur chinois, auteur de trois pièces (perdues) de style chuanqi et de trois pièces de style zaju, né en 1580.